# Mutsumi Tamura
Mutsumi Tamura (田村 睦心 Tamura Mutsumi, Prefectura de Aomori, 19 de junio de 1987) es una seiyū japonesa. Actualmente, vive en Tokio.
Ha participado en series como Kill Me Baby, Naruto: Shippūden y Nobunagun, entre otras. Está afiliada a I'm Enterprise.

## Roles interpretados

### Series de Anime
2008
- Battle Spirits: Shōnen Toppa Bashin como Toppa Bashin.
- Blassreiter como Zaza.
- Nijū-Mensō no Musume como Ken (pequeño).
- Skip Beat! como Corn.
- Tales of the Abyss como Asch el Sanguinario (niño) y Luke fon Fabre (niño).

2009
- 11 eyes como Takahisa Tajima.
- Anyamaru Tantei Kiruminzū como Ken Inomata.
- Asu no Yoichi! como Masashi.
- Taishō Yakyū Musume como Tarō.
- Yoku Wakaru Gendai Mahō como Sōshirō Anehara (joven).

2010
- Asobi ni Iku yo! como Kio Kakazu.
- Otome Yōkai Zakuro como Kiri y Omodaka.
- Seitokai Yakuindomo como Sayaka Dejima.
- Soredemo Machi wa Mawatteiru como Takeru Arashiyama.

2011
- Ano Hi Mita Hana no Namae o Bokutachi wa Mada Shiranai como Jinta Yadomi (niño).
- Beyblade Metal Fury como King/Rey.
- C como Clerk.
- Hōrō Musuko como Takanori Oka y Yamanaka.
- Kyōkai Senjō no Horizon como Toussaint Neshinbara.
- Mitsudomoe Zōryōchū! como Koganei.
- Mirai Nikki como Moe Wakaba.
- Sekaiichi Hatsukoi como Satō.
- Shakugan no Shana III Final como Pirsoyn.
- Shinryaku!? Ika Musume como Satoshi.

2012
- Gyrozetter como Eraser 01/Souta Gunji.
- Jormungand como Jonah.
- Jormungand Perfect Order como Jonah.
- Kill Me Baby como Sonya.
- Kuromajyo-san ga Tōru!! como Hayate Tsuchigama.
- Kuromajyo-san ga Tōru!! 2 como Hayate Tsuchigama.
- Kyōkai Senjō no Horizon II como Toussaint Neshinbara.
- Magi: The Labyrinth of Magic! como Alibaba Saluja (joven).
- Medaka Box Abnormal como Sano Tsushima y Uno Tsushima.
- Pretty Rhythm Dear My Future como Shiono.
- Psycho-Pass como Melancholia.
- Rinne no Lagrange 2 como Masato Kumogami.
- Shin Sekai Yori como K.
- Smile PreCure! como Takeru.
- Zero no Tsukaima: F como Damian.

2013
- Aikatsu! como Sakon Kitaōji.
- Danchi Tomoo como Masato Yoshimoto.
- Karneval como Yanari.
- Magi: The Kingdom of Magic como Alibaba Saluja (joven).
- Nagi no Asukara como Gyomensō.
- Strike the Blood como Kojō Akatsuki (pequeño).
- Yozakura Quartet ~Hana no Uta~ como Akina Hiizumi (pequeña).

2014
- Buddy Complex como Lasha Hakkarainen.
- Gate como Beefeater E Caty.
- Girl Friend Beta como Satoru Kimijima.
- Hero Bank como Emiya Bukimi.
- Konna Watashi-tachi ga Nariyuki de Heroine ni Natta Kekka www 'Narihero www' como Sokura Bon.
- Naruto Shippūden como Kakashi Hatake (niño).
- Nobunagun como Ibukigīn Erdenbileg/Cyx.
- Seitokai Yakuindomo* como Sayaka Dejima.
- Tokyo ESP como Kyōtarō Azuma (pequeño).

2015
- Battle Spirits Burning Soul como Ranmaru Shikigami.
- Dungeon ni Deai o Motomeru no wa Machigatteiru Darō ka como Finne Deimne.
- Kyōkai no Rinne como Hiroshi Nekota (ep 6).
- Mobile Suit Gundam: Iron-Blooded Orphans como Ride Mass.
- Overlord como Ninya.
- Gakusen Toshi Asterisk como Camilla Pareto.
- Venus Project: Climax como Kenta.

2016
- Monster Hunter Stories RIDE ON como Ryuto.
- Saijaku Muhai no Bahamut como Lux Arcadia.

2017
- Battle Girl High School como Asuha Kusunoki.
- Dungeon ni Deai wo Motomeru no wa Machigatteiru Darō ka Gaiden: Sword Oratoria como Finne Deimne.
- Houseki no Kuni como Morganite.[3]
- Kobayashi-san Chi no Maid Dragon como Kobayashi.
- Kujira no Kora wa Sajō ni Utau como Nezu.
- Mahō Tsukai no Yome como Alice.
- Saredo Tsumibito wa Ryuu to Odoru como Yokan.[4]

2018
- Captain Tsubasa como Ryō Ishizaki.
- Darling in the Franxx como Zorome.
- Miira no kaikata como Sora Kashiwagi.

2020
- Healin' Good PreCure como Daruizen.

2021
- Kyūketsuki Sugu Shinu como John el armadillo
- Ensemble Stars!! como Rinne Amagi (niño).
- JoJo's Bizarre Adventure: Stone Ocean como Ermes Costello.

### OVAs
2009
- AIKa Zero como Reiko.

2010
- Mobile Suit Gundam Unicorn como Tikva.

2011
- Asobi ni Iku yo! como Kio Kakazu.
- Seitokai Yakuindomo como Sayaka Dejima.

2013
- Kill Me Baby como Sonya.

### Especiales de TV
2010
- Chocotan! como Happy.

2014
- Buddy Complex Kanketsu-hen como Lasha Hakkarainen.

### Películas
2010
- Naruto Shippūden 4: La torre perdida como Kakashi Hatake (niño).
- SD Gundam Sangokuden Brave Battle Warriors como Ma Chao (Ba Chō) Blue Destiny.

2011
- Bannō Yasai Ninninman como Yuu Takizawa.
- Onigamiden como Isao Tendou (niño).

2013
- Gambo como Kao.

2014
- Konna Watashi-tachi ga Nariyuki de Heroine ni Natta Kekka www 'Narihero www' como Sokura Soyogi.
- Ōkii Ichinensei to Chiisana Ninensei como Masaya.
- Spochan Taiketsu! ~Yōkai Daikessen~ como Kyōji Saeba.

2015
- Ano Hi Mita Hana no Namae o Bokutachi wa Mada Shiranai como Jinta Yadomi (niño).

2017
- Gekijōban Seitokai Yakuindomo como Sayaka Dejima.

2021
- Sailor Moon Eternal como Mamoru Chiba (niño)

### CD Drama
- Otome Youkai Zakuro Vol. 10 Limited Edition Drama CD como Kiri.
- Yankee Shota to Otaku Oneesan.

### Comerciales
- Interpretó a Daigo Shigeno en los comerciales televisivos del manga Major 2nd.[5]

### Videojuegos
- Battle Girl High School como Asuha Kusunoki.
- Cocktail Prince como Pink Lady.
- Metal Gear Rising: Revengeance como George.
- Monster Hunter Stories como Ryuto.
- The Last of Us como Riley.
- Final Fantasy XIV Online como Halone.

- Ensemble Stars como Rinne Amagi (niño)

### Doblaje japonés
- Ted como John Bennett (niño).
- It como  Ben Hanscom (niño)

## Música
- Junto con Chinatsu Akasaki interpretó el opening (Kill Me Baby!) y el ending (Futari no Kimochi no Honto no Himitsu) de la serie Kill Me Baby.[6]
- Participó del video musical de Cocktail Prince como Pink Lady.[7]